# Мислімеж
Мислімеж (пол. Myślimierz, нім. Friederikenhöhe) — село в Польщі, у гміні Тшебеліно Битівського повіту Поморського воєводства.
У 1975-1998 роках село належало до Слупського воєводства.